# Neil Sloane
Neil James Alexander Sloane (Beaumaris, 10 de octubre de 1939) es un matemático británico-estadounidense que ha realizado importantes contribuciones en los campos de la combinatoria, los códigos de corrección de errores y el empaquetamiento de esferas. Se le conoce principalmente por ser el creador y responsable del mantenimiento de la Enciclopedia electrónica de secuencias de enteros (OEIS).

## Biografía
Sloane nació en Beaumaris (Anglesey, País de Gales) en 1939, y en 1946 se trasladó a Cowes (Isla de Wight, Inglaterra). A principios de 1949, la familia emigró a Australia. En 1961, Sloane se trasladó de Melbourne a Estados Unidos.
Estudió en la Universidad de Melbourne (licenciatura en 1960) y en la Universidad Cornell con Nick DeClaris, Frank Rosenblatt, Frederick Jelinek y Wolfgang Heinrich Johannes Fuchs, donde se doctoró en 1967 con una tesis titulada "Longitudes de los tiempos de ciclo en redes neuronales aleatorias" (Lengths of Cycle Times in Random Neural Networks). Sloane se incorporó a AT&T Bell Labs en 1968 y se jubiló en 2012. También es miembro de la Sociedad Científica de Gales (Learned Society of Wales), del IEEE, de la Sociedad Matemática Americana y de la Academia Nacional de Ingeniería.
Sloane se ha dedicado a la teoría de códigos, campo en el que se le considera uno de los principales expertos. Sus trabajos sobre los códigos de corrección de errores, entre otros, han encontrado aplicaciones en el ámbito de las comunicaciones a través de cables submarinos de fibra óptica y en los módems de alta velocidad. Es autor, junto con Florence MacWilliams, de una obra de referencia sobre códigos de corrección de errores y, junto con John Conway, sobre empaquetamiento de esferas, entramados y códigos (el empaquetamiento de esferas más denso es importante para el desarrollo de códigos eficientes). También se le conoce por su Enciclopedia electrónica de secuencias de enteros (OEIS), que comenzó en 1964.
Fue galardonado con el Premio Lester R. Ford en 1978 y el Premio Chauvenet en 1979. En 1998 fue ponente invitado del Congreso Internacional de Matemáticos, celebrado en Berlín. En 2005 Sloane recibió la Medalla Richard W. Hamming del IEEE. En 2008 recibió el Premio David P. Robbins de la Asociación Matemática de América, y en 2013 el Premio George Pólya.
En 2014, para celebrar su 75.º cumpleaños, Sloane compartió algunas de sus secuencias enteras favoritas. También es un aficionado al montañismo y ha escrito una guía de rutas de escalada en Nueva Jersey.
En 1993 editó las obras completas de Claude Shannon con Aaron D. Wyner.
La "brecha de Sloane" (Sloane's Gap), una conocida brecha en la distribución de frecuencias de los números en todas las secuencias de la OEIS, se ha bautizado en su honor.

## Publicaciones
- Neil James Alexander Sloane: A Handbook of Integer Sequences, Academic Press, NY, 1973.
- Florence Jessie MacWilliams y Neil James Alexander Sloane: The Theory of Error-Correcting Codes, Elsevier/North-Holland, Ámsterdam, 1977.[11][12]
- M. Harwit y Neil James Alexander Sloane: Hadamard Transform Optics, Academic Press, San Diego (California), 1979.
- Neil James Alexander Sloane y A. D. Wyner (ed.): Claude Elwood Shannon: Collected Papers, IEEE Press, Nueva York, 1993.
- Neil James Alexander Sloane y S. Plouffe: The Encyclopedia of Integer Sequences, Academic Press, San Diego, 1995.
- J. H. Conway y Neil James Alexander Sloane: Sphere Packings, Lattices and Groups, Springer-Verlag, Nueva York, 1ª ed., 1988;[13] 2ª ed., 1993;[14] 3ª ed., 1998.
- A. S. Hedayat, Neil James Alexander Sloane y J. Stufken: Orthogonal Arrays: Theory and Applications, Springer-Verlag, Nueva York, 1999.
- G. Nebe, E. M. Rains y Neil James Alexander Sloane: Self-Dual Codes and Invariant Theory, Springer-Verlag, 2006.